# Galáxia Anã de Canes Venatici I
A Galáxia Anã de Canes Venatici I (CVN dSph) é um das mais distantes galáxias satélites da Via Láctea, a partir de 2006, juntamente com Leo I e Leo II. É uma galáxia anã esferoidal na constelação de Canes Venatici, situada cerca de 720.000 anos-luz de distância. A galáxia tem aproximadamente 6,5 kly (2 kpc) de diâmetro ao longo do eixo maior e é muito fraca. Consiste principalmente de uma população velha de estrelas pobres em metais.